# Bozner Zeitung

Erste Ausgabe des Bozner Wochenblattes vom 7. Jänner 1842, später Bozner Zeitung

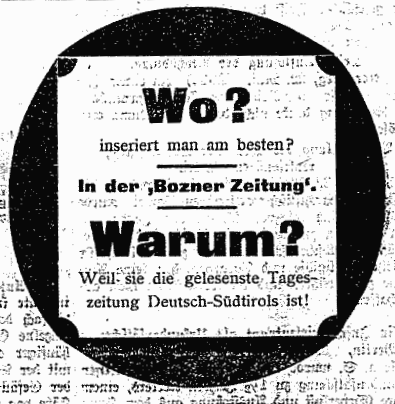
Eigenwerbung der Bozner Zeitung, 1906

Die Bozner Zeitung war eine deutschsprachige Zeitung, die zwischen 1842 und November 1918 in Bozen zuerst wöchentlich, seit 1864 täglich erschien. Herausgeber war ursprünglich die Josef Eberle’sche Buchhandlung in Bozen.
Der Name der Zeitung wechselte mehrmals: von Bozner Wochenblatt (bis 1849), Südtirolische Zeitung (bis 1850), dann wieder Bozner Wochenblatt (bis 1856), Constitutionelle Bozner Zeitung (bis 1868) bis schließlich Bozner Zeitung (bis zur Einstellung im November 1918).
Die Bozner Zeitung war das älteste Informationsblatt in deutscher Sprache im südlichen Tirol und begründete die Tradition der liberalen Presse in Bozen.
Die politische Ausrichtung der Bozner Zeitung war von Anfang an betont liberal und antiklerikal, in den letzten Jahren teilweise auch antisemitisch geprägt.
Ab 1894 erschienen als Konkurrenzblatt zur Bozner Zeitung die gemäßigteren Bozner Nachrichten.
Mit der Niederlage Österreich-Ungarns im Ersten Weltkrieg kam auch das Ende für die Bozner Zeitung: sie wurde Ende Oktober 1918 eingestellt.
Von 1919 bis 1922 erschien wieder ein Publikationsorgan unter dem Namen Bozner Zeitung, das jedoch aufgrund der engen Bindung an die italienische Besatzungsmacht von den Lesern boykottiert wurde und sein Erscheinen 1922 einstellte.